# Мід-Веллі (Каліфорнія)
Мід-Веллі (англ. Mead Valley) — переписна місцевість (CDP) в США, в окрузі Ріверсайд штату Каліфорнія. Населення — 19 819 осіб (2020).

## Географія
Мід-Веллі розташований за координатами 33°50′0″ пн. ш. 117°17′6″ зх. д. / 33.83333° пн. ш. 117.28500° зх. д. (33.833249, -117.285007).  За даними Бюро перепису населення США в 2010 році переписна місцевість мала площу 49,65 км², уся площа — суходіл.

## Демографія
Згідно з переписом 2010 року, у переписній місцевості мешкало 18 510 осіб у 4163 домогосподарствах у складі 3586 родин. Густота населення становила 373 особи/км².  Було 4601 помешкання (93/км²).
Расовий склад населення:
| - 45,3 % — білих - 8,2 % — чорних або афроамериканців - 1,4 % — азіатів - 1,0 % — корінних американців - 0,1 % — вихідців з тихоокеанських островів - 40,4 % — осіб інших рас |

До двох чи більше рас належало 3,6 %. Частка іспаномовних становила 72,4 % від усіх жителів.
За віковим діапазоном населення розподілялося таким чином: 33,6 % — особи молодші 18 років, 59,0 % — особи у віці 18—64 років, 7,4 % — особи у віці 65 років та старші. Медіана віку мешканця становила 28,3 року. На 100 осіб жіночої статі у переписній місцевості припадало 106,1 чоловіків;  на 100 жінок у віці від 18 років та старших — 107,9 чоловіків також старших 18 років.
Середній дохід на одне домашнє господарство  становив 58 820 доларів США (медіана — 40 551), а середній дохід на одну сім'ю — 59 895 доларів (медіана — 42 188). Медіана доходів становила 37 671 долар для чоловіків та 31 607 доларів для жінок. За межею бідності перебувало 33,4 % осіб, у тому числі 48,9 % дітей у віці до 18 років та 15,7 % осіб у віці 65 років та старших.
Цивільне працевлаштоване населення становило 6793 особи. Основні галузі зайнятості: будівництво — 18,9 %, освіта, охорона здоров'я та соціальна допомога — 17,3 %, роздрібна торгівля — 12,4 %, науковці, спеціалісти, менеджери — 11,2 %.